# Wexford F.C.
Wexford Football Club – irlandzki klub piłkarski występujący w League of Ireland First Division.

## Historia
Klub powstał w 2007 roku jako Wexford Youth Football Club. W sezonie 2015 zajął 1. miejsce w First Division i po raz pierwszy w swojej historii awansował do League of Ireland Premier Division, najwyższej klasy rozgrywkowej w Irlandii. W 2016 roku zadebiutował w irlandzkiej ekstraklasie jako najmłodszy w historii członek tej ligi. Pierwsze zwycięstwo w ekstraklasie odniósł w meczu 6. kolejki 1 kwietnia 2016 roku wygrywając na własnym stadionie 2:0 z Bray Wanderers. Drużyna gra w Crossabeg na Ferrycarrig Park, posiadającym 2000 miejsc. Przydomki drużyny to Warriors i Youths. W 2016 roku po barażach klub spadł do drugiej ligi i zmienił nazwę na Wexford Football Club.
Klub ma także sekcję piłkarską kobiet. Kobieca drużyna była mistrzem Irlandii w 2015 roku. W turnieju kwalifikacyjnym do Ligi Mistrzyń UEFA w sezonie 2015/2016 piłkarki tej drużyny nie awansowały do 1/16 finału. Grupę, w której grały, wygrały mistrzynie Polski – Medyk Konin.

## Skład zespołu w sezonie 2016
Stan na 2 kwietnia 2016
| Nr | Poz. | Piłkarz       |
| -- | ---- | ------------- |
| 1  | BR   | Graham Doyle  |
| 2  | OB   | Craig McCabe  |
| 3  | OB   | Ryan Delaney  |
| 4  | OB   | Gary Delaney  |
| 5  | OB   | Lee Grace     |
| 6  | PO   | Craig Wall    |
| 7  | PO   | Andy Mulligan |
| 8  | PO   | Peter Higgins |
| 9  | NA   | Danny Furlong |
| 10 | NA   | Aidan Keenan  |
| 11 | PO   | Eric Molloy   |
| 13 | PO   | John Pearce   |

| Nr | Poz. | Piłkarz        |
| -- | ---- | -------------- |
| 14 | OB   | Aidan Friel    |
| 15 | OB   | Paul Brennan   |
| 16 | OB   | Conor O’Keefe  |
| 17 | PO   | Jonny Bonner   |
| 18 | NA   | Conor English  |
| 19 | OB   | Conor Whittle  |
| 20 | NA   | Paul Murphy    |
| 21 | PO   | Shane Dunne    |
| 22 | BR   | Matthew Connor |
| 23 | OB   | Danny Ledwith  |
| 26 | OB   | Stephen Last   |